# Řepín
Řepín település Csehországban, a Mělníki járásban. Řepín Hostín, Střemy, Nebužely, Mělnické Vtelno és Chorušice településekkel határos. Lakosainak száma 722 fő (2024. január 1.).

## Népesség
A település lakosságának változását az alábbi diagram mutatja:
| Lakosok száma | 1401 | 1442 | 1230 | 805  | 802  | 588  | 663  | 684  | 697  | 722  |
|               | 1869 | 1890 | 1921 | 1950 | 1980 | 2001 | 2017 | 2019 | 2022 | 2024 |